# Антонюк Лука Васильович
Антоню́к Лука́ Васи́льович (14 жовтня 1947, с. Пізнанка, нині Поділля Підволочиського району Тернопільської області) — господарник. Заслужений працівник сільського господарства України. Кавалер орденів Трудового червоного прапора, «Знаку Пошани» та інших нагород СРСР.

## Життєпис
Закінчив Кременецький сільськогосподарський технікум (1966).
Від 1968 — агроном колгоспу в селі Остап'є, 1971 — агроном, керівник відділку колгоспу в с. Кам'янки (обидва — Підволочиського району); 2005 — виконавчий директор ТОВ «Агрофірма „Нива“» (с. Кам'янки) — одного з найкращих сільськогосподарський підприємств Тернопільщини.